# فریدریش فن لدبور
فریدریش فن لدبور (انگلیسی: Friedrich von Ledebur؛ ۳ ژوئن ۱۹۰۰ – ۲۵ دسامبر ۱۹۸۶) هنرپیشه اهل اتریش بود.
از فیلم‌هایی که وی در آن نقش داشته‌است، می‌توان به سقوط امپراتوری روم، برادران کارامازوف، بدنام، اسکندر بزرگ، درخت کریسمس، موبی دیک، مولن روژ، بوکانیر، یک نابغه، دو شریک و یک ساده‌دل و نبرد برای رم اشاره کرد.